# Imperiul Mogul
Imperiul Mogul (în limbile persană: سلطنت مغولی هند, Solṭanat Moġuli Hend sau گوركانى, Gurkâni; urdu: مغلیہ سلطنت, Muġalīh Sulṭanat) a fost o importantă putere imperială pe subcontinentul indian între începutul secolului al XVI-lea și mijlocul celui de-al XIX-lea. În momentul de maximă dezvoltare, pe la anul 1700, Imperiul Mogul controla aproape întreg subcontinentul indian și regiuni întinse ale Afganistanului. Populația imperiului este estimată între 110 și 130 de milioane de locuitori, cu un teritoriu de peste 5 milioane de km2. După anul 1725, imperiul a intrat într-un proces rapid de declin. Perioada clasică a Imperiului Mogul a început odată cu urcarea pe tron în 1556 a  Akbar cel Mare și s-a încheiat cu moartea lui Aurangzeb din 1707. Imperiul a mai continuat să existe pentru următorii 150 de ani.

## Origini
La începutul secolului XVI fragmentarea politică a Indiei, care redusese sultanatul Delhi la un statut nesemnificativ, a fost oprită datorită invaziilor din nord-vest. Invadatorii erau descendenți ai lui Timur și cunoscuți în istorie drept moguli. Fondatorul dinastiei mogulilor, Babur extinde controlul asupra Indiei astfel că la sfârșitul domniei sale, în 1530 imperiul său se întindea de la munții Himalaya până la Dekkan. Adevăratul fondator al Imperiului Mogul și totodată cel mai important conducător indian de la Așoka este însă considerat Akbar cel Mare (1556-1605),iar perioada domniei sale-perioada clasică a imperiului.

## Domnia lui Akbar
Akbar a atașat imperiului Mogul India de Nord și regiunea Dekkan, dar contribuțiile sale cele mai importante au fost toleranța față de religii, reformele guvernamentale și patronajul cultural. Sub Akbar guvernul și sistemul de taxe se reorganizează. Tensiunile dintre musulmani și hinduși sunt diminuate datorită căsătoriilor strategice ale acestuia cu prințese din Rajaput, acceptarea în funcții importante a musulmanilor și anularea taxei per capita a non-musulmanilor (1564). 
Toleranța religiilor era încurajată și prin organizarea unor întâlniri între membri reprezentativi ai diverselor religii pentru a discuta diverse aspecte legate de acestea. Akbar ar fi dorit subsumarea religiilor musulmane și hinduse uneia singure, monoteiste însă idealul a rămas nematerializat.

## Succesorii lui Akbar
Lui Akbar i-au urmat la tron Jahangir (1605-1627), Shah Jahan (1628-1658) și Aurangzeb (1658-1707). Aceștia, deși au adus cu sine schimbări semnificative, nu au egalat strălucirea domniei lui Akbar. Campaniile militare cosisitoare, problemele din sistemul de taxe și din administrație au dus la o eroziune a întregului imperiu mogul. Jahangir ia decizia de a permite negustorilor englezi stabilirea unui punct comercial la Surat, pe coasta de vest, iar Shah Jahan îngreunează și mai mult situația economică a imperiului cu proiectele sale elaborate pentru construcții impunătoare. O bijuterie din timpul domniei sale este Taj Mahalul, un monument funerar de o frumusețe neegalată clădit în cinstea iubitei sale soții, Mumatz. 
În timpul lui Shah Jahan se reaprind controversele religioase care ajung la fanatism și conflicte deschise în timpul lui Aurangzeb. Aceasta este și una din cauzele care au dus la declinul Imperiului Mogul. Aurangzeb persecuta pe toți cei care nu erau de religie musulmană, a comandat distrugerea templelor hinduse și a reinstaurat taxa per capita (1679) îndepărtând pe conducătorii Rajaput. Ca rezultat al acestor acțiuni se nasc mișcări îndreptate împotriva conducerii cum ar fi Sikhismul și naționalismul Hindu Maratha.

## Sikhismul și Maratha
În secolele XVI și XVII se naște mișcarea religioase Sikhism care își are rădăcinile în învățăturile lui Guru Nanak (m. 1538). Aceștia nu erau nici musulmani, nici hinduși, aveau propria scriptură, propriile ritualuri și idei. Aurangzeb nu le tolera acestora faptul că refuzau Islamul și a pornit împotriva lor o campanie de persecuție care a contribuit la creșterea tensiunilor față de conducător. Adepții Sikhismului creează o armată care devine îndeajuns de puternică pentru a amenința puterea militară a imperiului.
Hindușii Maratha, conduși de Shivaji (m. 1680) își consolidează un caracter naționalist și religios profund și îți creează propriul imperiu în 1646. La momentul morții lui Shivaji armata Maratha era cea mai disciplinată armată din India. După moartea lui Aurangzeb și a succesorilor săi, hindușii Maratha au creat o confederație a statelor din Dekkan pe care o și conduceau. Deși oficial recunoșteau suveranitatea mogulilor, hindușii Maratha ajunseseră să controleze un teritoriu indian mult mai vast decât cel al mogulilor după anul 1740.

## Religia în Imperiul Mogul
Perioada cuprinsă între anii 1500 și 1650 a avut o importanță deosebită pentru viața religioasă în India. În sec. XVI existau numeroase personalități religioase care profețeau o religie diferită de ulama dar și de învățăturile brahmanice. Un alt aspect important legat de această religie era faptul că nu accepta distincția între caste, o trăsătură adânc înrădăcinată a  indienilor.
Astfel putem spune că exista un sincretism între Sufismul musulman și bhakti hindus.

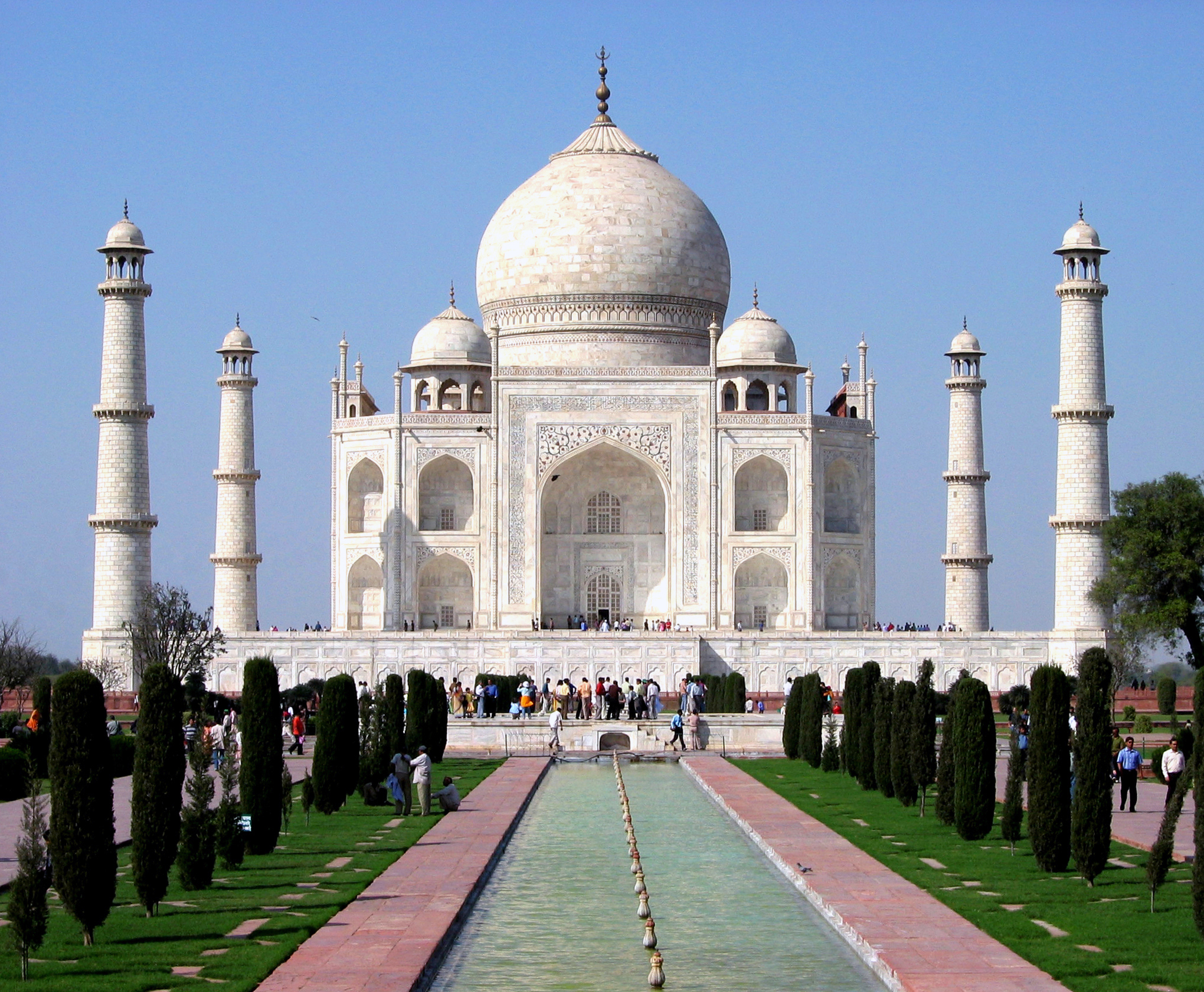
Monumentul Taj Mahal

### Guru Nanak
O personalitate importantă a acestui fenomen a fost Guru Nanak, considerat părintele spiritual al Sikhismului. Guru Nanak Dev venera un singur Dumnezeu -iubitor și milostiv față de oameni. El se împotrivea atașării orbești de un rit religios și mândriei asociate îndeplinirii ritualurilor și formelor exterioare ale unei religii. Ideile sale apar în scrierile celui de-al cincelea guru al comunității Sikh, Arajun (m.1606). Iată câteva dintre ele:
Nu postesc și nu țin luna lui Ramazan.(...)Singurul Dumnezeu de pe pământ este Dumnezeul meu
Care îi judecă și pe hinduși și pe musulmani(...)În inima mea îl am pe Dumnezeu cel fără formă...
Nu sunt nici musulman nici hindus

### Religia hindusă
Chataitanya Mahaprabhu (m. 1533?) un reprezentant de seamă al mișcării de renaștere a religiei hinduse accentua importanța cultului zeului Krishna. Cei care vor crea mai târziu religia Hare Krishna au fost adepții lui și au profețit în public devotamentul față de Krishna și mesajul egalității între oameni. Repovestirea Ramayanei de către Tulasidas (m.1623) rămâne printre cele mai cunoscute opere literare indiene. Tulasidas folosește povestea aventurilor lui Rama pentru a prezenta ideile bhakti care rămân vii și astăzi în conștiința hindusă.

### Islamul
Religia musulmană în India provenea în mare parte de la sufiști. În anul 1500 Chishtiya Sufi a câștigat mulți adepți în India. Astfel de sufiști nu erau întotdeauna încurajați de ulamă, membrii căreia erau responsabili de legea religioasă în stat. Alături de intoleranța lui Awrangzeb față de non-musulmani posibilitatea unei apropieri între cele două religii a fost anihilată,ducând mai departe tensiunile religioase care încă mai există în Asia de sud.

## Declinul Imperiului Mogul
Declinul imperiului a fost explicat prin izbucnirea războaielor de succesiune, a unor revolte locale generate de crizele de combustibil, prin creșterea conflictelor religioase și prin acțiunea distructivă a colonialismului britanic. 
În afară de tulburările interne menționate mai sus, factori decisivi al decăderii imperiului au constituit dezvoltarea unui puternic stat islamic în Dekkan, Hyderabad, după moartea lui Aurangzeb, invaziile perșilor (1739) conduși de Nadir Shah în India de Nord, invaziile (1748-1761) unui trib afgan condus de Ahmad Shah Durrani (1747-1773) și nu în ultimul rând victoriile englezilor în Bengal (1757) și totodată pe coasta de sud-est împotriva francezilor (1740-1763).  Deja în 1810 puterea Indiei este eclipsată complet de dominația britanică materializată în Compania Indiilor de Est. Oficial însă, dinastia mogulă a dispărut abia în 1835.
Ultimul împărat, Bahadur Shah al II-lea, a cărui stăpânire ajunsese să se limiteze doar la regiunea orașului Delhi, a fost luat prizonier și mai apoi exilat de britanici după izbucnirea revoltei indienilor din anul 1857.